# Az öt szeretetnyelv
 Az öt szeretetnyelv (Five Love Languages) egy pár- és pszichoterápiai fogalom, amelyet Gary Chapman amerikai író, párkapcsolati szakértő, házassági tanácsadó, lelkész alkotott meg 1992-ben.
Chapman szerint a szeretetnyelv az a mód, ahogy az adott ember kifejezi és megéli a szeretetet.
Az öt szeretetnyelv a következő:
- Elismerő szavak
- Minőségi idő
- Ajándékozás
- Szívességek
- Testi érintés

Ezek közül mindannyiunknak van egy elsődleges és egy másodlagos szeretetnyelve, amelyek mélyebben hatnak ránk az összes többinél.
Az elmélet szerint, ha nem beszéljük párunk elsődleges szeretetnyelvét, akkor ő valószínűleg nem érez kellő szeretetet, még akkor sem, ha a többi nyelvet jól „beszéljük".
Chapman javaslata, hogy a másik ember szeretetnyelvét úgy próbáljuk felfedezni, hogy figyeljük meg, hogyan fejezi ki a szeretetét mások felé, valamint mi miatt panaszkodik a leggyakrabban, illetve mit kér leggyakrabban a párjától. Az elmélete szerint az emberek természetes módon úgy nyújtanak szeretetet, ahogyan másoktól is várják annak kifejezését, és a párok között jobb kommunikáció valósítható meg, amikor az egyik olyan szeretetnyelven tudja kifejezni a gondoskodását, amit a másik megért.

## Példák
Chapman a személyes szeretetnyelvünket az idegen nyelvhez hasonlítja. Ha két eltérő anyanyelvvel rendelkező ember találkozik, csak nehezen vagy egyáltalán nem jön létre a kommunikáció közöttük. Ha egyikük megtanulja a másik nyelvét, akkor lehetővé válik a társalgás, de nehéz helyzetekben az idegen nyelv nem pótolhatja az anyanyelvet. Vagyis az optimális kommunikáció csak akkor jön létre, ha mindkét fél megtanulja a másik anyanyelvét – azaz szeretetnyelvét.
Egy másik szemléletes hasonlata szerint személyiségünk egy motorhoz hasonló, amelynek rendszeresen szüksége van üzemanyagra ahhoz, hogy megfelelően működjön. A házasságban a házastársak feladata nem más, mint egymás szeretettankjának a feltöltése. A félreértések, csalódások és házassági problémák hátterében az áll, hogy szeretetünket nem partnerünk szeretetnyelvén fejezzük ki.

## Az öt szeretetnyelv

### Elismerő szavak
Az elismerő szavak esetében az egyik fél úgy érzi, hogy a társától érkező, magától értetődő dicséret mindennél többet jelent számára. A szavak tehát ebben az esetben többet érnek a cselekedeteknél.

### Minőségi idő
Akinek a minőségi idő a legfőbb szeretetnyelve, az a rá irányuló figyelem hatására érzi leginkább azt, hogy őt igazán szeretik. Ez lehet egy beszélgetés, egy közös vacsora, vagy egy közösen eltöltött hosszú hétvége is. A kulcskifejezés az osztatlan figyelem, hiszen tévézés, olvasás közben nem lehet kapcsolatot építeni.

### Ajándékozás
Az ajándékozás annak szimbóluma, hogy gondolunk a másikra. A szeretet látható jele. Nem szabad összekeverni azonban ezt a szeretetnyelvet az anyagiassággal, hiszen itt jelképes, apró ajándékokról, meglepetésekről van szó, az érték nem számít. Annak, aki ezt a szeretetnyelvet beszéli, már az is a megbecsülés jele, ha valaki időt szakít arra, hogy megtalálja számára a megfelelő ajándékot, vagy meglepje őt.

### Szívességek
Annak, aki ezt a szeretetnyelvet beszéli, bármely cselekedet, amely megkönnyíti az életét, rengeteget jelent. A másik fél által elvégzett feladatok (bevásárlás, főzés, mosás, takarítás stb.) kicsiny szolgálatként foghatók fel, amelyek azonban tervezést, időt és fáradságot igényelnek.

### Testi érintés
Az átölelés, hátba veregetés, kézfogás, a kar, váll vagy az arc figyelmes megérintése a szeretet vagy törődés kifejezése lehet. Azon személy számára, aki ezt a szeretetnyelvet beszéli, a fizikai jelenlét és az elérhetőség a legfontosabb. Egy-egy kedves mozdulat többet mond számukra száz szónál.
A tapasztalatok alapján egyébként sokkal egészségesebbek azok a gyerekek lelkileg, akiket kiskorukban sokat ölelgetnek, babusgatnak, hiszen mindannyiunknak szüksége van gyengédségre.

## A koncepció továbbfejlesztése
1995 óta Chapman az eredeti koncepcióját későbbi könyveiben továbbfejlesztette és adaptálta bizonyos társas kapcsolatokra, illetve helyzetekre. 1997-ben megírta a The Five Love Languages of Children című kötetét, melyben ír a szülők és a gyermekek viszonyáról, a családi összhangzattanról, a szülők és a kamaszok, valamint az ember és Isten kapcsolatáról. 2004-ben publikálta a The Five Love Languages for Singles (Az 5 szeretetnyelv – Szólóban) című kötetét, mely azoknak a személyeknek szól, akik nem párkapcsolatban élnek, de szeretnének egyedülállóként is teljes életét élni, szeretetet adni és kapni egyaránt. 2011-ben megjelent Dr. Paul White társszerzővel együttműködésben a The 5 Languages of Appreciation in the Workplace (A munkahelyi elismerés 5 nyelve) című könyv, melyben többek között azt a témát boncolgatja, hogyan alakítható ki a munkahelyen jobb teljesítményre ösztönző légkör, illetve hogy milyen szerepet játszik a személyre szabott elismerés a motiváció tekintetében. 2013-ban egy különleges kiadás is napvilágot látott: The Five Love Languages: Military Edition co-authored with Jocelyn Green, melynek a magyar adaptációja még nem készült el. Jocelyn Green nem csupán társszerző ebben a kötetben, hanem felesége egy férfinak, aki a katonaságban szolgál, így a könyv elsősorban azokhoz szól és azoknak próbál segítséget nyújtani, akiknek a párja vagy ő maga is a hadseregben szolgál.

## Kutatások
Chapman modelljének validitását egyelőre kevesen próbálták kutatásokkal alátámasztani, ennél sokkal jelentősebb a mindennapi életben való alkalmazhatósága és eredményessége. Nicole Egbert (2006) kutatásának eredményei azt sugallják, hogy lehet kapcsolat a Chapman által leírt szeretetnyelvek használata és a kapcsolataink minősége között.

## Magyarul
- Egymásra hangolva. Az öt szeretet-nyelv a házasságban; ford. F. Nagy Piroska; Harmat, Bp., 2002
- Az öt szeretetnyelv. Gary Chapman: Egymásra hangolva c. műve alapján; összeáll. Dabóczi Kálmán, Dabóczi Veronika; MÉCS Családközösségek, Bp., 2004
- Egymásra hangolva. Öt szeretetnyelv a házasságban. Férfi kiadás; ford. F. Nagy Piroska; Harmat, Bp., 2009
  - (Az 5 szeretetnyelv. Férfiaknak. Mitől lesz egy jó kapcsolat nagyszerű? címen is)
- Az öt szeretetnyelv. Gary Chapman: Egymásra hangolva c. műve alapján; összeáll. Dabóczi Kálmán, Dabóczi Veronika; 2. jav. kiad.; MÉCS Családközösségek, Bp., 2013
- Az 5 szeretetnyelv. Egymásra hangolva. Az életre szóló szeretet titka; ford. F. Nagy Piroska, Hamerli Nikolett; bőv., átdolg. kiad.; Harmat, Bp., 2015
- Az 5 szeretetnyelv. Férfiaknak. Mitől lesz egy jó kapcsolat nagyszerű?; ford. F. Nagy Piroska, Miklya Anna; 2. átdolg. kiad.; Harmat, Bp., 2015
  - (Egymásra hangolva. Öt szeretetnyelv a házasságban. Férfi kiadás címen is)

## Külső hivatkozások
- A könyvhöz tartozó angol nyelvű honlap
- Online teszt